# Weil (cràter)
Weil és un cràter d'impacte en el planeta Venus de 24,2 km de diàmetre. Porta el nom de Simone Weil (1909-1943), escriptora francesa, i el seu nom va ser aprovat per la Unió Astronòmica Internacional el 1994.